# 上海市普陀区图书馆
上海市普陀区图书馆是中華人民共和國上海市普陀區的一個圖書館，建於1957年1月1日，當時地址位於西康路1072号。1966年10月，普陀區图书馆搬遷至江宁路1005号。1987年12月21日，位於曹杨路510号的普陀區圖書館新館举行开馆典礼。時任上海市市長江澤民為其題詞。1988年5月正式对外开放。1994年又進行改造，1995年竣工。2010年普陀區圖書館搬遷至銅川路1278號。

## 外部連結
- 官方网站